# 味のちぬや
株式会社味のちぬや（あじのちぬや）は、香川県三豊市と東京都江戸川区に本社がある、日本の冷凍食品メーカーである。馬鈴薯を使った冷凍コロッケやチキンカツやササミカツは国内トップクラスのシェア。また、メンチカツ・串カツなどの畜肉商品やかき揚げ、いももちなど幅広く販売している。近年では、家庭用商品に力を入れ、むかしのコロッケシリーズや、なんこつのから揚げ、かれまる・チーズいももち、海鮮かき揚げなどが主力商品として育っている。海外への輸出にも力を入れており、日本の冷凍食品の品質の良さを世界にアピールしている。
日本記念日協会による記念日では、5月6 日は「コロッケの日」、3月7日は「メンチカツの日」、3月3日は「ささみの日」、11月4日は「かき揚げの日」、9月4日は「串の日」など、食品に関わる記念日を複数登録しており、食品業界全体の活性化に貢献している。
社名の「ちぬや」は、創業家である今津家の屋号に由来する。

## 概要
1975年に食品製造会社の役員であった今津虎太郎（当時70歳）が、東京で会社員をしていた息子の秀を呼び戻し、ちぬや冷食株式会社の初代社長となり、加ト吉（現：テーブルマーク）のかき揚げを製造する孫請け工場として、1976年7月7日に創業した。
1981年に、ちぬや冷食と加ト吉を仲介していた冷凍食品業者が経営破綻をしたことで転機を迎える。加ト吉から直接下請けになるように要請されるが、それを断り、独立した冷凍食品業者として歩んでいくこととなる。最初は大変な苦労を伴いながらも、神戸の中村博一商店（現：株式会社ナックス）をはじめ、取引してくれる問屋が徐々に増え、えびたま天ぷら、ハムエッグフライ、てづくり風牛肉コロッケ、むかしのコロッケなどヒット商品にも恵まれることで、現在の全国的な販売網を構築していった。
1993年に、広告宣伝のためブランドロゴをラッピングした自社トラックでの配送を開始。10年後の2003年に「ちぬや物流サービス株式会社」を設立する。
同じく1993年には製造を委託していた協力工場が倒産し、供給していた原料代8,000万円が回収不能になる。その工場を引き受ける形で愛媛県西予市に進出。7年後の2000年に「株式会社愛媛ちぬや」を設立する。
その後、ちぬや冷食は販売・管理部門の体制強化を目的に分社化。独立時から使用していた「味のちぬやブランド」を会社名とし、2004年に新会社「株式会社味のちぬや」を設立し、初代社長に今津秀が就任した。
コロッケの主原料であるジャガイモは、収穫量や価格が天候に大きく左右されるため、毎年調達が不安定で従来からの懸念事項だった。特に、2010年に北海道を襲った長雨でジャガイモが記録的な不作となり大幅な減益となった。この手痛い経験から、2013年に原材料の調達ルートを多様化する目的で「北海道ちぬやファーム（北海道足寄町）」という子会社を設立した。
販売好調や生産工場のリスクヘッジを考慮し、新工場の建設を検討。愛媛県の支援もあり、2019年愛媛県西予市に新工場を建設する。翌年の2020年に「株式会社四国ちぬや」を設立。
地域貢献として、愛媛県西予市では「西予ちぬやパーク」のネーミングライツスポンサーとなり、地域子育て事業の支援を行っており、香川県三豊市では西讃地区の子ども食堂へ向けて自社商品の寄付活動を行っている。
また、北海道立農業大学校と連携協定を締結し、学生と共同でコロッケを開発するなど、次世代の農業の担い手育成へ取り組んでいる
。
SDGsに関連して、「太陽光発電設備」を導入している。味のちぬや本社、開発センター、三豊市高瀬町、四国ちぬや宇和工場の４拠点に設置しており、すべてを合わせると約123万平方メートル（東京ドーム26個分）の森林相当の二酸化炭素削減効果がある。

## 事業会社
- 株式会社味のちぬや
- 株式会社ちぬやホールディングス
- ちぬや冷食株式会社
- 株式会社愛媛ちぬや
- 株式会社四国ちぬや
- ちぬや物流サービス株式会社
- 株式会社北海道ちぬやファーム

## 沿革
- 1975年（昭和50年） 09月：香川県三豊市に ちぬや冷食株式会社設立
- 1976年（昭和51年） 07月：大手冷凍食品会社の孫請として創業
- 1981年（昭和56年） 04月：主取引先の倒産により自社ブランドの営業開始
- 1993年（平成05年） 11月：協力工場の倒産により経営を引き受け愛媛県西予市に進出
- 1998年（平成10年） 08月：愛媛県西予市に 愛媛新工場完成
- 2000年（平成12年） 04月：株式会社愛媛ちぬや設立（旧愛媛工場から独立）
- 2003年（平成15年） 10月：ちぬや物流サービス株式会社設立
- 2004年（平成16年） 02月：株式会社味のちぬや設立
- 2009年（平成21年） 12月：株式会社ちぬやホールディングス設立
- 2011年（平成23年） 04月：中華人民共和国山東省栄成市事務所開設
- 2013年（平成25年） 04月：株式会社北海道ちぬやファーム設立

　　　　　　　　　 　　  12月：開発センター完成
- 2014年（平成26年） 03月：ちぬや冷食株式会社、株式会社愛媛ちぬや FSSC22000認証取得

　　　　　　　　　 　　 　　　 株式会社味のちぬや（本社）、ちぬや物流サービス株式会社 ISO22000認証取得0
- 2018年（平成30年） 03月：北海道足寄郡に 株式会社北海道ちぬやファーム足寄センター完成

　　　　　　　　　 　　  10月：企業内保育園「ちぬやキッズ」開園
- 2019年（平成31年） 04月：東京本社設立、愛媛県西予市に 株式会社ちぬやホールディングス四国工場完成0
- 2020年（令和02年） 03月：株式会社ちぬやホールディングス四国工場 FSSC22000認証取得

　　　　　　　　　 　　  10月：株式会社四国ちぬや設立
- 2022年（令和04年） 07月：ちぬや冷食株式会社 リパックセンター ISO22000認証取得
- 2023年（令和05年） 05月：愛媛県西予市との間で｢西予ちぬやパーク｣のネーミングライツ契約を締結

## 製造拠点
- ちぬや冷食株式会社（香川県三豊市）
- 株式会社愛媛ちぬや（愛媛県西予市）
- 株式会社四国ちぬや　宇和工場（愛媛県西予市）
- 株式会社北海道ちぬやファーム（北海道足寄郡）

## 営業拠点
- 東京本社（東京都江戸川区）
- 札幌営業所（北海道札幌市中央区）
- 東北支店（宮城県仙台市宮城野区）
- 中部支店（愛知県名古屋市港区）
- 金沢営業所（石川県金沢市）
- 関西支店（大阪府東大阪市）
- 中四国支店（広島県広島市西区）
- 四国営業所（香川県三豊市）
- 九州支店（福岡県福岡市東区）

## 主な商品
- むかしのコロッケ　シリーズ
- おやつコロッケ５０
- さめてもおいしいコロッケ　シリーズ
- ご当地グルメ　シリーズ
- いももち　シリーズ
- 二層コロッケ　シリーズ
- さっくりメンチカツ　シリーズ
- 俵メンチカツ
- 肉厚メンチカツ
- こぶしメンチカツ
- 国産ジャンボチキンカツ
- 甘辛だれのささみフライ
- 北海道産チーズのささみフライ
- かりかりささみ揚げ　シリーズ
- とりなんこつ唐揚げ
- 大阪流串カツ５種盛り
- 厚み仕上げの海老かき揚げ
- 海鮮かき揚げ
- 肉厚ロースカツ[13]

## 不祥事

### 労働基準法違反による起訴処分
2021年7月、外国人技能実習生10人に月100時間を超える時間外労働をさせた他、労働基準監督官の立入検査に対して嘘の書類を提出した疑いにより、「味のちぬや」、子会社の「ちぬや冷食」、工場長の男性等が観音寺労働基準監督署に書類送検された。10人のうち1人は一ヶ月で184時間の時間外労働をしており、時間外労働の上限規制で書類送検される全国初のケースとなった。
2021年8月、高松地検は、時間外労働の上限を超えていた疑いについては不起訴、立ち入り検査にうその説明をしていた件については起訴処分とした。